# 万隆乡 (信丰县)
万隆乡，是中华人民共和国江西省赣州市信丰县下辖的一个乡镇级行政单位。

## 行政区划
万隆乡下辖以下地区：
万隆社区、万隆村、寨下村、红星村、立新村、石店村、田心村、高坎村、廖洞村、禾江村、龙头村、柏枧村、李庄村和廖下村。